# Kacey Rohl
Kacey Rohl (Vancouver, 6 augustus 1991) is een Canadese actrice.

## Biografie
Rohl werd geboren in Vancouver als dochter van filmregisseur Michael Rohl, hij regisseerde onder andere voor de televisieserie Supernatural waarin zijn dochter ook een gastrol speelde. Op veertienjarige leeftijd begon Rohl met het nemen van acteerlessen.
Rohl begon in 2010 met acteren in de televisieserie V, waarna zij nog meerdere rollen speelde in televisieseries en films. Zij werd driemaal genomineerd voor een Leo Award: in 2012 voor haar rol in de televisieserie Sisters & Brothers, in 2016 voor haar rol in de televisieserie Motive en in 2016 voor haar rol in de televisieserie Working the Engels.

## Filmografie

### Films
Uitgezonderd korte films.
- 2023 The Wedding Veil Inspiration - als Lily
- 2022 Chien Blanc - als Jean Seberg
- 2019 White Lie - als Katie Arneson
- 2018 Killer High - als Sabrina Swanson
- 2016 My Sweet Audrina - als Vera (15 jaar oud)
- 2013 Doubt - als Monica
- 2012 Ghost Storm - als Melissa
- 2012 Taken Back: Finding Haley - als Emma
- 2012 icka: Country Pride - als Kelly
- 2011 Geek Charming - als Caitlin
- 2011 Sisters & Brothers - als Sarah
- 2011 Sunflower Hour - als Satan Spawn
- 2011 Red Riding Hood - als Prudence
- 2010 Bond of Silence - als Tabitha
- 2010 The Client List - als Emma Hollings

### Televisieseries
Uitgezonderd eenmalige gastrollen.
- 2016-2020 The Magicians - als Marina - 19 afl.
- 2020 Fortunate Son - als Ellen Howard - 8 afl.
- 2017-2019 Arrow - als Kojo Sledgehammer - 12 afl.
- 2016 Wayward Pines - als Kerry Campbell - 10 afl.
- 2013-2015 Hannibal - als Abigail Hobbs - 13 afl.
- 2014 Working the Engels - als Jenna Engel - 12 afl.
- 2012 R.L. Stine's The Haunting Hour - als jonge Nadia - 2 afl.
- 2011-2012 The Killing - als Sterling Fitch - 6 afl.
- 2011 Clue - als Sarah Ellis - 5 afl.

- Biblioteca Nacional de España: XX5221860
- Bibliothèque nationale de France: cb16655573v (data)
- International Standard Name Identifier: 0000 0003 8092 2736
- Library of Congress Control Number: no2016048060
- Virtual International Authority File: 260563138
- WorldCat: E39PBJkxM7hvKgqhKdTwvDv8md